# Міома
Міома — це тип пухлини, яка вражає м'язові клітини. Існує два основних види міом:
- Лейоміоми, які виникають у гладких м'язах.[1]

Найчастіше вони виникають як міома матки, але можуть утворюватися і в інших місцях.
- Рабдоміоми, які виникають у поперечно-посмугованих м'язах.[1][2][3] Вони є рідкісними пухлинами, виникають у дитинстві і часто стають злоякісними.[джерело?]

Станом на 2014 рік залишається невизначеною відповідь на запитання про те, чи є ангіоміома різновидом лейоміоми чи окремою формою.
Міома — це доброякісна пухлина м'язової тканини (наприклад, матки).
Міома матки, може впливати на фертильність жінки в основному залежно від трьох факторів:
1. Розмірів (відріз 4-5 см)
2. Кількості
3. Розташування (вони можуть бути інтрамуральними, субсерозними або субмукозними). Підслизові найгірші з точки зору фертильності, а субсерозні менш небезпечні.

Деякі з найпоширеніших симптомів: рясна менструальна кровотеча, більш тривалі менструальні періоди, тиск у тазу, запор, потреба в безперервному сечовипусканні.